# Odznaka honorowa „Zasłużony dla Górnictwa RP”
Odznaka honorowa „Zasłużony dla Górnictwa RP” – jednostopniowe resortowe odznaczenie cywilne, ustanowione  przez Radę Ministrów rozporządzeniem z dnia 28 listopada 2001, jako zaszczytne honorowe wyróżnienie nadawane osobom związanym z działalnością górniczą.

## Zasady nadawania
Odznaka jest zaszczytnym honorowym wyróżnieniem nadawanym pracownikom:
- kopalń i innych jednostek organizacyjnych zajmujących się problematyką górniczą,
- organów administracji państwowej nadzorujących górnictwo lub działających w dziedzinie górnictwa,
- innych jednostek organizacyjnych, organizacji zawodowych i społecznych współpracujących z górnictwem,

w uznaniu ich zasług dla rozwoju górnictwa, zwłaszcza w zakresie wprowadzania nowych rozwiązań technicznych, prac badawczych, we wdrażaniu najnowszych osiągnięć techniki światowej i produkcji urządzeń górniczych.
Odznaka może zostać również nadana innym osobom szczególnie zasłużonym dla górnictwa, a także obywatelom państw obcych, zasłużonym dla rozwoju polskiego górnictwa i umacniania współpracy międzynarodowej w tej dziedzinie
Odznakę początkowo nadawał minister właściwy ds. gospodarki, a od 2013 nadaje minister właściwy do spraw gospodarki złożami kopalin z własnej inicjatywy lub na wniosek: ministra lub kierownika urzędu centralnego, kierowników jednostek organizacyjnych podległych lub nadzorowanych przez ministra gospodarki, terenowego organu administracji rządowej lub organu samorządu terytorialnego, organów statutowych krajowych organizacji zawodowych i społecznych działających na rzecz górnictwa – w odniesieniu do pracowników i działaczy tej organizacji.

## Opis odznaki
Ma kształt stylizowanego koła o średnicy 37 mm, wykonanego z metalu srebrzonego, którego górną część stanowi wieniec laurowy, a dolną – fragment koła zębatego z napisem „Zasłużony dla górnictwa RP”. W środku koła znajduje się wypukły emblemat zawodu górniczego w postaci zarysu perlika i młotka, ułożonych w kształcie litery X. Przestrzeń między wieńcem laurowym, kołem zębatym i emblematem górniczym nie jest wypełniona. Odznaka jest zawieszona za pomocą kółka na wstążce o szerokości 30 mm, składa się z czterech pasów o barwie zielonej, czarnej, czarnej i zielonej (kolory flagi górniczej), pośrodku umieszczono paski o szerokości 4 mm w kolorze biało – czerwonym (kolory Flagi Państwowej). U góry wstążki znajduje się płytka usztywniająca o wysokości 5 mm na szerokość odznaki z przodu zdobiona laurem, z tyłu zakończona agrafką stanowiącą zapięcie odznaki.